# Martin Esslin
Martin Julius Esslin (Budapest, 6 de junio de 1918 – Londres, 24 de febrero de 2002) fue un productor y guionista británico de origen húngaro y ascendencia judía, trabajó como periodista, traductor y crítico literario, así como profesor de teatro en ámbitos académicos. A Esslin se debe la acuñación del término Theatre of the Absurd de 1961 (Teatro del absurdo) cuya definición desarrolla en un libro con este mismo nombre en 1962.

El Teatro del Absurdo consiste en expresar el sentido del sinsentido de la condición humana, así como lo inútil del pensamiento racional proponiendo un abandono absoluto de la razón.
Martin Esslin

Para 1970 Esslin escribe: "Habiendo forjado -por forjar una-la expresión de teatro del absurdo, nunca sé, cuando la veo citada en un diario o en un libro, si debo serle fiel o taparme la cara de vergüenza; porque lo que yo consideraba un concepto genérico, una hipótesis de trabajo, destinada a comprender un gran número de fenómenos tan variados como difíciles de aprender, se transformó para muchos -entre ellos los críticos teatrales- en una realidad tan concreta y específica como un sello". podemos decir que pocos años después de la creación del término que continúa usándose hasta nuestros días, la misma ideología de este término expresa su inconformidad con el mismo.

## Vida
Nacido con el nombre de Julius Pereszlenyi en Budapest, Esslin se trasladó a Viena con su familia siendo aún un niño. Allí vivió hasta la anexión del país por la Alemania nazi en 1938.
Tras huir de Austria se instaló en el Reino Unido, desde donde trabajó para el servicio exterior europeo para más tarde encargarse de la dirección de la sección de teatro radiofónico desde 1963 hasta 1977. Tras abandonar la BBC se trasladó a EE. UU., dónde se dedicó a impartir conferencias y seminarios como profesor emérito, fundamentalmente en la Universidad de Stanford.

## Enlaces
- Guardian Obituario (27 de febrero de 2002)
- Biografía (Stanford University, 2004)

- Datos: Q1903753
- Multimedia: Martin Esslin / Q1903753